# Смолућа Горња
Смолућа Горња је насељено мјесто у Босни и Херцеговини, у граду Лукавац, које административно припада Федерацији Босне и Херцеговине. Према попису становништва из 1991. у насељу је живјело 737 становника.

## Географија
Смолућа је подијељена на Горњу и Доњу.

## Историја
У јуну 1992. током напада Армије Републике БиХ српско становништво околних насеља (Подпећ, Тиња, Јасеница, Сребреник, Горњи Лукавац) је протјерано у Смолућу. У Смолућој је тада било 7.500 избјеглих Срба који су остали под опсадом три мјесеца до 29. августа 1992. када је их Војска Републике Српске ослободила. У овом периоду је становништво Смолуће било без воде, струје, хране, лијекова, а хрватске и муслиманске снаге су забраниле Међународном комитету Црвеног крста приступ и доставу хране и лијекова као и евакуацију дјеце и болесних.
У периоду опсаде од 18. јуна до 27. августа 1992. страдало је 50 Срба на подручју Смолуће, односно 149 на ширем подручју (Подпећ, Тиња, Јасеница, Сребреник, Горњи Лукавац).
Смолућа је након евакуације становништва 29. августа 1992. потпуно опљачкана и спаљена од стране муслиманских и хрватских јединица.

## Становништво
| Националност       | 1991. | 1981. | 1971. | 1961. |
| Срби               | 676   | 742   | 849   | 927   |
| Југословени        | 34    | 62    |       | 12    |
| Муслимани          | 2     | 3     | 12    | 1     |
| Словенци           |       | 3     |       |       |
| Хрвати             |       | 2     | 1     | 1     |
| Црногорци          |       |       |       | 1     |
| Мађари             |       |       | 1     |       |
| остали и непознато | 25    | 2     | 1     |       |
| Укупно             | 737   | 814   | 864   | 942   |

| Демографија | Демографија | Демографија |
| Година      | Становника  | Становника  |
| ----------- | ----------- | ----------- |
| 1961.       | 942         |             |
| 1971.       | 864         |             |
| 1981.       | 814         |             |
| 1991.       | 737         |             |